# نادژدا آلیلیوا

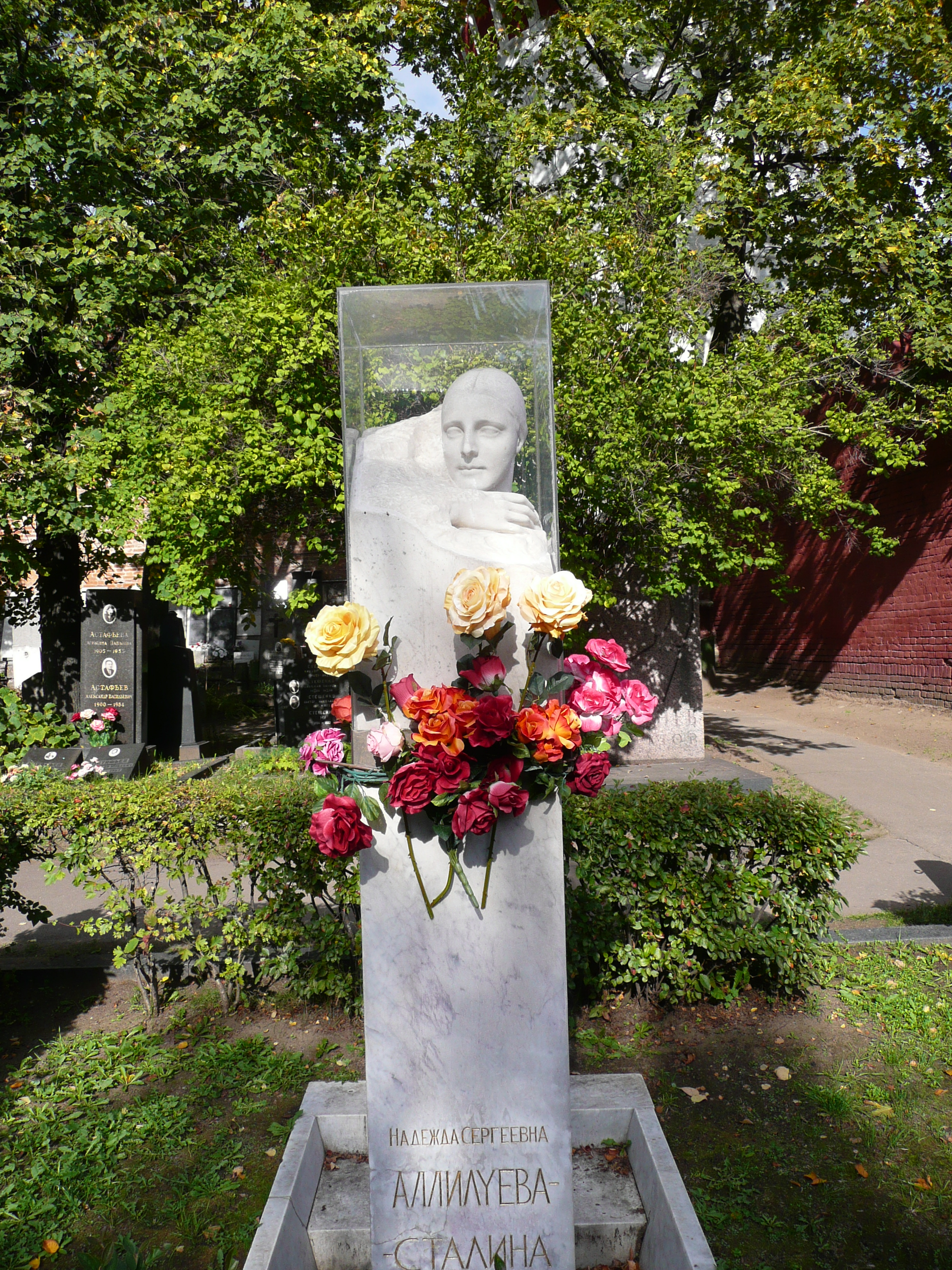

نادژدا آلیلیوا (روسی: Наде́жда Серге́евна Аллилу́ева) (۲۲ سپتامبر ۱۹۰۱ – ۹ نوامبر ۱۹۳۲) دومین همسر ژوزف استالین که در سال ۱۹۱۹ با وی ازدواج نمود و از وی صاحب دو فرزند به نام‌های واسیلی و سوتلانا شد. او در باکو به دنیا آمد و در سن پترزبورگ بزرگ شد. نادیا کوچک‌ترین فرزند یک انقلابی روسی به نام سرگئی آلیلیف بود. او که استالین را از جوانی می‌شناخت، در ۱۸ سالگی با او ازدواج کرد و صاحب دو فرزند شدند. الیلویوا پیش از ثبت نام در آکادمی صنعتی در مسکو برای تحصیل الیاف مصنوعی و مهندس شدن، به عنوان منشی برای رهبران بلشویک از جمله ولادیمیر لنین و استالین کار می‌کرد. او مشکلات سلامتی داشت که تأثیر نامطلوبی بر رابطه او با استالین داشت. او همچنین مشکوک بود که استالین به او خیانت کرده است، که منجر به مشاجره‌های مکرر با او شد. بنا بر گزارش‌ها، آلیلویوا در چندین نوبت به ترک استالین فکر می‌کرد و پس از مشاجره، در اوایل صبح روز ۹ نوامبر ۱۹۳۲ به ضرب گلوله خودکشی کرد.